# 真瀬樹里
真瀬 樹里（まなせ じゅり、1975年1月1日 - ）は、日本の女優。レプロエンタテインメント所属。

## 人物
東京都出身。日本大学藝術学部演劇学科卒業。父は千葉真一、母は野際陽子、異母弟は新田真剣佑と眞栄田郷敦、父方の叔父は矢吹二朗。代表作は『女刑事みずき〜京都洛西署物語〜』など。
身長164cm、血液型A型。特技は殺陣・ピアノ・バレエ・日本舞踊・書道・乗馬・水泳・スキー・バスケットボール・バレーボール・スクーバダイビング。

## 来歴
幼少時より、両親の映画撮影現場や舞台などに同行し、俳優の仕事に興味を持ち、5歳の時には既に、女優を志すことを決意。そして、女優の仕事に役立つ技能を身に付けるために、ピアノ・ヴァイオリン・ボイストレーニング・バレエ・日本舞踊・水泳・スキーの習い事をする。幼稚園から高校までは雙葉学園に通い、1993年、日本大学藝術学部演劇学科に入学。在学中の1994年に映画『シュート!』でデビューし、同年、映画『武闘派仁義 完結篇』に出演し、その後、テレビドラマ・映画・演劇などで活躍するようになる。
殺陣が上手く、1997年の時代劇『寺子屋ゆめ指南』では父・千葉真一と戦う剣士を演じ、1998年には殺陣を演じる剱伎衆かむゐを結成した。2004年のアメリカ映画「キル・ビルVOL.1」では、クレイジー88の構成員役に扮し、ユマ・サーマンに刀で突き殺される役を演じている他、殺陣指導も行い また別の構成員役で2回斬られ役（シルエットでの出演）を演じるなど映画のアクションシーンに貢献している。その後は、時代劇ドラマや刑事ドラマなどにコンスタントに出演している。
トーク番組では2011年3月24日に『レディス4』で「夢は日本映画を世界へ!」で父・千葉と出演し、千葉と殺陣を披露し、母・野際とは『徹子の部屋』（2011年2月4日）で一緒に出演した（映画やテレビドラマの共演は#出演を参照）。
芸能事務所は母の野際と同じラヴァンスに所属していたが、2017年4月にレプロエンタテインメントへ移籍した。
2017年10月より放送された、黒柳徹子の半生を描いたテレビドラマ『トットちゃん!』（テレビ朝日系）では、母・野際の親友だった黒柳からのオファーにより、野際役を演じた。

## 出演

### テレビドラマ
- 愛と疑惑のサスペンス 2度目のウェディング・ベル （1994年、CX） ※母・野際陽子と共演
- 私の運命 （1994年、TBS） - 吉田育江 役
- いのちの現場からIII （1995年、MBS） - 友成理沙 役
- 愛とは決して後悔しないこと （1996年、TBS）
- ひとり暮らし （1996年、TBS）
- 寺子屋ゆめ指南 第18話「果たし合い」（1997年、NHK） - 志乃 役※父・千葉真一と共演
- 月曜ドラマスペシャル / 和服デザイナー探偵（1997年、TBS）
- 青い鳥症候群 (テレビドラマ) （1998年、ANB） - 安藤智恵 役
- good news （1999年、TBS）
- キッズ・ウォー （1999年、TBS） - 早瀬由紀 役
- 髪結い伊三次 （1999年、CX）
- 彼女たちの時代 （1999年、CX）
- 京都迷宮案内 （ANB）
  - 第1シリーズ 最終話（1999年） - 宮川秘書 役
  - 第3シリーズ - 第5シリーズ（2001 - 2003年） - 五十嵐修子 役
- 火曜サスペンス劇場 / 臨床心理士 （2000 - 2002年、日本テレビ） - 浦辺朋子 役
- 御家人斬九郎 第5シリーズ 第3話「最後の忍者」（2001年、CX） - なみ 役
- ビッグウイング （2001年、TBS） - 香山真弓 役※野際と共演
- 金曜エンタテイメント
  - 壁ぎわ税務官1（2001年） - 天野寛子 役
  - 地獄の花嫁2（2001年） - 藤原洋子 役
  - 事件調査員 南条真琴 東京〜隠岐 摩天崖殺人事件（2005年2月25日） - 神代美由紀 役
- 土曜ワイド劇場
  - 外科医 佐伯真の殺人カルテ （2001年、ANB） - 磯村さやか 役
  - 新聞記者 鶴巻吾郎の事件簿 （2010年、EX） - 山本沙耶香 役
  - デパート仕掛け人!天王寺珠美の殺人推理（2015年、ABC） - 高梨美佐子 役
  - おかしな刑事 居眠り刑事とエリート女警視の父娘捜査13（2015年） - 白石裕子 役
- 大好き!五つ子 （2003年、TBS） - 望月秀子 役
- かるたクィーン （2003年、NHK） - 佐伯若菜 役
- 月曜ミステリー劇場 / 密室の抜け穴 （2003年、TBS） - 西山知子
- 水曜ミステリー9 / 鉄道警察官・清村公三郎 （2005 - 2009年、TX） - 清村あずさ 役
- 女刑事みずき〜京都洛西署物語〜 （2005年 - 、EX） - 水島茜 役
- 大河ドラマ / 風林火山 （2007年、NHK） - 葉月 役※千葉と共演
- あんどーなつ （2008年7月 - 9月、TBS） - 蔵田真美子 役
- 科捜研の女（EX）
  - 第10シリーズ 第2話（2010年） - 潮谷友佳 役
  - 第16シリーズ 第11話（2017年） - 芹沢結子 役
- 七人の敵がいる! 〜ママたちのPTA奮闘記〜 （2012年、CX） - 坂下理恵 役
- 月曜ゴールデン（TBS）
  - 美食カメラマン 星井裕の事件簿 （2011年） - 桜井明菜 役
  - 狩矢警部シリーズ （2014年） - 玉菊 役
- 警視庁捜査一課9係（EX）
  - season11 第9話（2016年） - 柘植葉子[3]
  - season12 第5話（2017年） - 永森彩音[4]
- 巨悪は眠らせない 特捜検事の標的（2017年10月4日、テレビ東京） - 楽田遼子 役
- トットちゃん!（2017年11月 - 12月、テレビ朝日） - 野際陽子 役[2]
- 浅見光彦シリーズ53 浅見光彦殺人事件（2018年3月29日、CX） - 寺沢雅子 役
- シグナル 長期未解決事件捜査班 第3･4話（2018年4月24日･5月1日、CX） - 八代英子 役
- R134/湘南の約束（2018年6月27日、NHK BSプレミアム） - 由紀 役
- 特捜9season2 第2話（2019年4月17日、テレビ朝日） - 村上光代 役
- 彼女と彼氏の明るい未来（2024年1月 -、MBS） - 佐々木さやか 役

### 映画
- シュート! （1994年3月12日･松竹） - 田仲俊彦の姉 ※母親役が実母・野際陽子（但し、声のみ出演）であった。
- 武闘派仁義 完結篇 （1994年4月2日･IFA） - あづさ
- イルカに逢える日 （1994年･11月5日･ヒーロー） - まなみ
- キル・ビル （2004年10月25日） - クレイジー88構成員 ※父・千葉真一と共演
- A DAY IN THE LIFE （2006年5月2日） - さがらみき
- エリカ38 （2019年6月7日）（2019年6月7日） - 中井亜紀

## 著書
- 母、野際陽子 81年のシナリオ（ISBN 978-4-0-22-51549-0、朝日新聞出版：2018年5月21日）[5][6]